# Peter Rusman
Peter Rusman (Oirsbeek, 29 augustus 1953 - aldaar, 22 september 1985) was een Nederlands langeafstandsloper.

## Loopbaan
Rusman begon zijn sportieve loopbaan als voetballer bij de plaatselijke voetbalvereniging ADVEO uit Oirsbeek. Relatief laat meldde hij zich aan bij de atletiekvereniging Unitas in Sittard, daartoe overgehaald door zijn toenmalig buurman en atleet Michel Visschers. Onder leiding van trainer Eugene Janssen wist de Limburgse hardloper zich te ontwikkelen tot een subtopper.
Het seizoen 1985 begon voor Peter Rusman uitstekend met een overwinning onder barre omstandigheden tijdens de halve marathon van Egmond in januari. Vanwege zijn veldloopervaring kon hij het beste uit de voeten op het witte strand. "Ik vroeg me steeds af: loop ik nog goed of ben ik verdwaald." "Het was een zwaar karwei maar ook een unieke belevenis. In de duinen zag ik op een bepaald moment niets anders dan sneeuw. Er stond geen mens meer langs de kant. Het was één hele grote witte vlakte. Het leek alsof ik in m'n eentje op de noordpool liep. Zoiets maak je nooit meer mee." Zijn vrouw Wilma Zukrowski, die hij in 1979 had leren kennen tijdens een trainingskamp, won bij de vrouwen eveneens de wedstrijd.
Hierna volgende een tweede plaats tijdens de 20 van Alphen in maart met in april uiteindelijk een persoonlijk record van 2:14.52 op de marathon, gelopen tijdens de Stad Rotterdam Marathon. Zijn laatste wedstrijd liep hij in juni tijdens de tweede competitieronde in Amsterdam.
Rusman besloot in september 1985 een einde te maken aan zijn leven, nadat hij last had gekregen van zware depressies, die dat jaar begonnen waren. Ten tijde van zijn plotselinge overlijden was de 32-jarige Peter Rusman vijf jaar getrouwd met atlete Wilma Zukrowski. Naar hem is de Peter Rusmanloop vernoemd, die elk jaar op paasmaandag in het Limburgse plaatsje Oirsbeek werd gehouden tot en met 2015; de eerste werd georganiseerd in 1987.

## Persoonlijke records
Baan
| Onderdeel | Prestatie | Datum            | Plaats    |
| --------- | --------- | ---------------- | --------- |
| 3000 m    | 8.14,3    | 12 juli 1981     | Leuven    |
| 5000 m    | 14.14,3   | 3 juni 1980      | Kessel-Lo |
| 10.000 m  | 30.00,0   | 5 september 1980 | Kessel-Lo |

Weg
| Onderdeel      | Prestatie | Datum         | Plaats    |
| -------------- | --------- | ------------- | --------- |
| halve marathon | 1:03.33   | 15 juni 1985  | Gennep    |
| marathon       | 2:14.52   | 20 april 1985 | Rotterdam |

## Prestatieontwikkeling
| Jaar | 1500 m  | 5000 m   |
| ---- | ------- | -------- |
| 1978 |         | 14.19,7  |
| 1979 | 3.52,40 | 14.27,40 |
| 1980 |         | 14.14,30 |
| 1981 | 3.51,06 | 14.22,31 |
| 1982 |         | 14.37,40 |
| 1983 |         | 14.28,20 |
| 1984 |         | 14.19,60 |
| 1985 |         | 14.25,36 |

## Palmares

### 10 km
- 1982: 11e Warandeloop - 28.55
- 1984:  Warandeloop - 29.32

### 20 km
- 1985:  20 van Alphen

### halve marathon
- 1984: 5e halve marathon van Egmond - 1:08.17
- 1985:  halve marathon van Egmond - 1:10.20
- 1985: 9e City-Pier-City Loop - 1:03.43

### 25 km
- 1982: 9e NK in Eersel - 1:18.21

### marathon
- 1982: 9e Marathon Rotterdam - 2:26.17
- 1983: 8e Marathon Rotterdam - 2:16.23
- 1984:  marathon van Kopenhagen - 2:18.08
- 1984: 14e Avondmarathon te Parijs - 2:39.59
- 1985: 9e Marathon Rotterdam - 2:14.52

### veldlopen
- 1980:  Abdijcross - ?
- 1981: 6e NK in Den Haag - 41.06,6
- 1982: 13e NK in Norg - ?
- 1983: 5e NK in Eibergen - 37.12,01
- 1984: 10e NK in Bergen op Zoom - 38.21
- 1985:  NK in Landgraaf - 37.37
- 1985: 106e WK in Lissabon (12.000 m)

### overig
- 1980:  Torenloop